# Sidney Wicks
Sidney Wicks (ur. 19 września 1949 w Los Angeles) – amerykański koszykarz, występujący na pozycji skrzydłowego, debiutant roku oraz uczestnik spotkań gwiazd NBA.
Został wybrany w drafcie 1971 roku z numerem 2 przez Portland Trail Blazers, którzy zapłacili wcześniej Cleveland Cavaliers 250 000 dolarów, by nie wybierali go w drafcie z numerem pierwszym. W tym samym roku w drafcie do ligi ABA został wybrany przez klub Dallas Chaparrals.
W swoim pierwszym sezonie na zawodowych parkietach notował średnio 24,5 punktu, 11,5 zbiórki oraz 4,3 asysty. Został powołany do udziału w spotkaniu gwiazd, natomiast po zakończeniu rozgrywek do NBA All-Rookie Team. Otrzymał też tytuł debiutanta roku. Był to najbardziej udany statystycznie sezon w całej jego karierze. 
Podczas rozgrywek 1972/73 uzyskiwał średnio 23,8 punktu, 10,9 zbiórki i 5,5 asysty, udowadniając, że jest jednym z najwszechstronniejszych podkoszowych w lidze. Pojawił się po raz drugi z rzędu  w NBA All-Star Game, tym razem już w składzie wyjściowym. Niestety Blazers nadal zajmowali ostatnie miejsce w. 
W związku w brakiem znacznych postępów zespołu z Oregonu Wicks został sprzedany do Boston Celtics, 12 października 1976 roku. Po dwóch solidnych sezonach w Bostonie trafił do San Diego Clippers. Podczas pobytu w Kalifornii jego statystyki znacznie zmalały i w rezultacie klub zwolnił go 28 stycznia 1981 roku. Próbował jeszcze swoich sił w lidze włoskiej, po czym zdecydował się zakończył swoją, trwającą jedenaście lat, karierę sportową. 
W 1985 roku Wicks został wybrany do Galerii Sław Sportu UCLA. 1 lutego 1996 roku, jego koszulka z numerem 35 została zastrzeżona i zawisła pod sufitem hali UCLA - Pauley Pavilion. W 2010 roku wybrano go natomiast do Akademickiej Galerii Sław Koszykówki.

## Osiągnięcia
Na podstawie, o ile nie zaznaczono inaczej.
NCAA
- Mistrz:
  - NCAA (1969-1971)[12]
  - sezonu zasadniczego konferencji Pac-8 (1969–1971)
- Most Outstanding Player (MOP=MVP) turnieju NCAA (1970)[13]
- Zawodnik roku NCAA według:
  - Sporting News (1971)[14]
  - USBWA (1971)[15]
  - Helms Foundation (1970-71)[16]
- Wybrany do:
  - I składu:
    - All-American (1971)[17]
    - turnieju NCAA Final Four (1970, 1971)[18]

  - II składu All-American (1970)[17]
  - Galerii Sław Sportu UCLA - UCLA Athletic Hall of Fame (1985)[9]
  - Akademickiej Galerii Sław Koszykówki (2010)[19]
- Uczelnia UCLA zastrzegła należący do niego numer 35 (1996)[10]

NBA
- 4-krotny uczestnik meczu gwiazd NBA (1972–1975)[1]
- Debiutant roku NBA (1972)[6]
- Wybrany do I składu debiutantów NBA (1972)[5]